# Organização Internacional de Meteoros
A Organização Internacional de Meteoros (em inglês:  International Meteor Organization - IMO) é uma associação de astrônomos amadores que se dedica a incentivar e coordenar atividades de observação de chuvas de meteoros em todo o mundo.

## Atividades

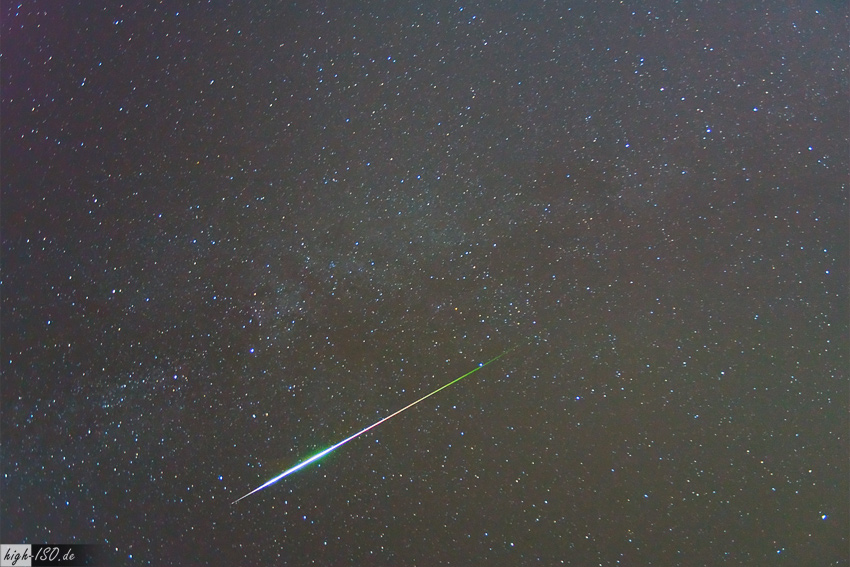
Meteoro da chuva de meteoros Perseidas (2009).

Fundada em 1988, a associação organiza todos os anos, no mês de setembro, a Conferência Internacional de Meteoros e publica bimestralmente o Journal of the International Meteor Organization.